# Барон Стэнли из Элдерли
Барон Стэнли из Элдерли в графстве Чешир — наследственный титул в системе Пэрства Соединённого королевства.

## История
Титул барона Стэнли из Элдерли был создан 9 мая 1839 года для британского политика и землевладельца, сэра Джона Стэнли, 7-го баронета (1766—1850). Он заседал в Палате общин от Вуттон-Бассета (1790—1796). После его смерти в 1850 году ему наследовал его старший сын, Эдвард Стэнли, 2-й барон Стэнли из Элдерли и 8-й баронет из Элдерли (1802—1869). Он был видным либеральным политиком. Эдвард Джон Стэнли представлял в парламенте Хиндон (1831—1832), и Северный Чешир (1832—1841, 1847—1848), а также занимал ряд постов в кабинетах лорда Мельбурна, лорда Рассела и лорда Палмерстона (заместитель министра внутренних дел в 1834, парламентский секретарь казначейства в 1835—1841, генеральный казначей в 1841, 1852 и 1853—1855, заместитель министра иностранных дел в 1846—1852, вице-президент Совета по торговле в 1852, 1853—1855, председатель Совета по торговле в 1855—1858, генеральный почтмейстер в 1860—1866 годах). В 1848 году для него был создан титул барона Эддисбёри из Уннингтона в графстве Чешир (Пэрство Соединённого королевства). Его жена Генриетта Мария Стэнли (1807—1895) была известным борцом за права женщин.
После смерти в 1869 году Эдварда Джона Стэнли, 2-го барона Стэнли из Элдерли, титулы баронов Стэнли из Элдерли и Эддисбёри остаются едиными. Большинство носителей титулов были известны как лорды Стэнли из Элдерли. Генри Стэнли, 3-й барон Стэнли из Элдерли (1827—1903), сделал карьеру на дипломатической службе. В 1869 году, приняв ислам, он стал первым мусульманским членом Палаты лордов. Ему наследовал его младший брат, Эдвард Стэнли, 4-й барон Стэнли из Элдерли (1839—1925), либеральный политик, депутат Палаты общин от Олдема (1880—1885). В 1909 году после смерти своего кузена, Генри Холройда, 3-го графа Шеффилда и 3-го барона Шеффилда (1832—1909), 4-й барон Стэнли из Элдерли унаследовал титул 4-го барона Шеффилда. После его смерти титулы перешли к его сыну, Артуру Стэнли, 5-му барону Стэнли из Элдерли (1875—1931). Он был либеральным депутатом от Эддисбёри (1906—1910) и 14-м губернатором штата Виктория (1914—1920). Его старший сын, Эдвард Джон Стэнли, 6-й барон Стэнли иэ Элдерли (1907—1971), в 1938 году продал фамильный дом Элдерли Холл. 6-й лорд был женат четыре раза, его второй женой в 1944—1948 годах была британская модель Сильвия Эшли (1904—1977). После смерти последнего титулы унаследовал его младший брат, Люлф Стэнли, 7-й барон Стэнли из Элдерли (1915—1971), который был известен как лорд Шеффилд. Он носил титулы только в течение трех месяцев. 
По состоянию на 2025 год носителем титулы являлся кузен последнего, Ричард Оливер Стэнли, 9-й барон Стэнли из Элдерли (род. 1956), который стал преемником своего отца в том же году. Он является внуком достопочтенного Оливера Хью Стэнли, младшего сына 4-го барона Стэнли из Элдерли.
Титул баронета Стэнли из Элдерли Холла в графстве Чешир в Баронетстве Англии был создан 25 июня 1660 года для барристера Томаса Стэнли (1597—1672). Он был потомком достопочтенного сэра Джона Стэнли, третьего сына Томаса Стэнли, 1-го барона Стэнли (ок. 1405—1459), чей старший сын, Томас Стэнли, 2-й барон Стэнли (1435—1504), получил титул графа Дерби в 1485 году. Его преемником стал его сын, сэр Питер Стэнли, 2-й баронет (1626—1683). Он был высшим шерифом Чешира в 1678 году. Его правнук, сэр Джон Томас Стэнли, 6-й баронет (1735—1807), был джентльменом Тайной палаты. Его старший сын, сэр Джон Томас Стэнли, 7-й баронет (1766—1850), в 1839 году получил титул барона Стэнли из Элдерли.
Его преосвященство Эдвард Стэнли (1779—1849), второй сын 6-го баронета, был епископом Нориджа (1837—1849). Достопочтенная Венетия Стэнли (1887—1948) была младшей дочерью четвертого барона.
Традиционным местом захоронения лордов Стэнли из Элдерли был мавзолей Стэнли в кладбище Святой Марии, в деревне Нетер Элдерли, графство Чешир, построенный в 1909 году. Теперь это здание принадлежит приходскому совету. Лондонский дом семьи Стэнли на улице 40 Dover Street в 1986 году был куплен The Arts Club, клубом для джентльменов, интересующихся искусством.

## Баронеты Стэнли из Элдерли Холла (1660)
- 1660—1672: Сэр Томас Стэнли, 1-й баронет (31 мая 1597—1672), сын сэра Томаса Стэнли (ум. 1605)[2]
- 1672—1683: Сэр Питер Стэнли, 2-й баронет (29 мая 1626—1683), сын предыдущего[3]
- 1683—1721: Сэр Томас Стэнли, 3-й баронет (25 марта 1652—1721), сын предыдущего[4]
- 1721—1747: Сэр Джеймс Стэнли, 4-й баронет (умер 17 марта 1747), старший сын предыдущего[5]
- 1747—1755: Сэр Эдвард Стэнли, 5-й баронет (умер 28 августа 1755), младший брат предыдущего[6]
- 1755—1807: Сэр Джон Томас Стэнли, 6-й баронет (26 марта 1735 — 29 ноября 1807), сын предыдущего[7]
- 1807—1850: Сэр Джон Томас Стэнли, 7-й баронет (26 ноября 1766 — 2 октября 1850), старший сын предыдущего, барон Стэнли из Элдерли с 1839 года[8].

## Бароны Стэнли из Элдерли (1839)
- 1839—1850: Джон Томас Стэнли, 1-й барон Стэнли из Элдерли (26 ноября 1766 — 2 октября 1850), старший сын сэра Джона Томаса Стэнли, 6-го баронета[8]
- 1850—1869: Эдвард Джон Стэнли, 2-й барон Стэнли из Элдерли (13 ноября 1802 — 16 июня 1869), старший сын предыдущего, барон Эддисбёри с 1848 года[9].
- 1869—1903: Генри Эдвард Джон Стэнли, 3-й барон Стэнли из Элдерли, 2-й барон Эддисбёри (11 июля 1827 — 10 декабря 1903), старший сын предыдущего[10]
- 1903—1925: Эдвард Люлф Стэнли, 4-й барон Шеффилд, 4-й барон Стэнли из Элдерли, 3-й барон Эддисбёри (16 мая 1839 — 18 марта 1925), известен как лорд Стэнли из Элдерли, третий сын 2-го барона Стэнли из Элдерли, младший брат предыдущего[11]
- 1925—1931: Артур Люлф Стэнли, 5-й барон Шеффилд, 5-й барон Стэнли из Элдерли, 4-й барон Эддисбёри (14 сентября 1875 — 22 августа 1931), известен как лорд Стэнли из Элдерли, старший сын предыдущего[12]
- 1931—1971: Эдвард Джон Стэнли, 6-й барон Шеффилд, 6-й барон Стэнли из Элдерил, 5-й барон Эддисбёри (9 октября 1907 — 3 марта 1971), известен как лорд Стэнли из Элдерли, старший сын предыдущего[13]
- 1971—1971: Люлф Генри Виктор Оуэн Стэнли, 7-й барон Шеффилд, 7-й барон Стэнли из Элдерли, 6-й барон Эддисбёри (22 октября 1915 — 23 июня 1971), известен как лорд Шеффилд, второй сын 5-го барона Стэнли из Элдерли, младший брат предыдущего[14]
- 1971—2013: Томас Генри Оливер Стэнли, 8-й барон Шеффилд, 8-й барон Стэнли из Элдерли и 7-й Барон Эддисбёри (28 сентября 1927 — 19 ноября 2013), известен как лорд Стэнли из Элдерли, третий сын подполковника достопочтенного Оливера Хью Стэнли (1879—1952), внук 4-го барона Стэнли из Элдерли[15]
- 2013 — настоящее время: Ричард Оливер Стэнли, 9-й барон Шеффилд, 9-й барон Стэнли из Элдерли и 8-й барон Эддисбёри (род. 24 апреля 1956), старший сын предыдущего[16]
  - Наследник титула: достопочтенный Чарльз Эрнест Стэнли (род. 30 июня 1960), младший брат предыдущего[17].